# 10e eeuw
De 10e eeuw (van de christelijke jaartelling) is de 10e periode van 100 jaar, dus bestaande uit de jaren 901 tot en met 1000. De 10e eeuw behoort tot het 1e millennium.

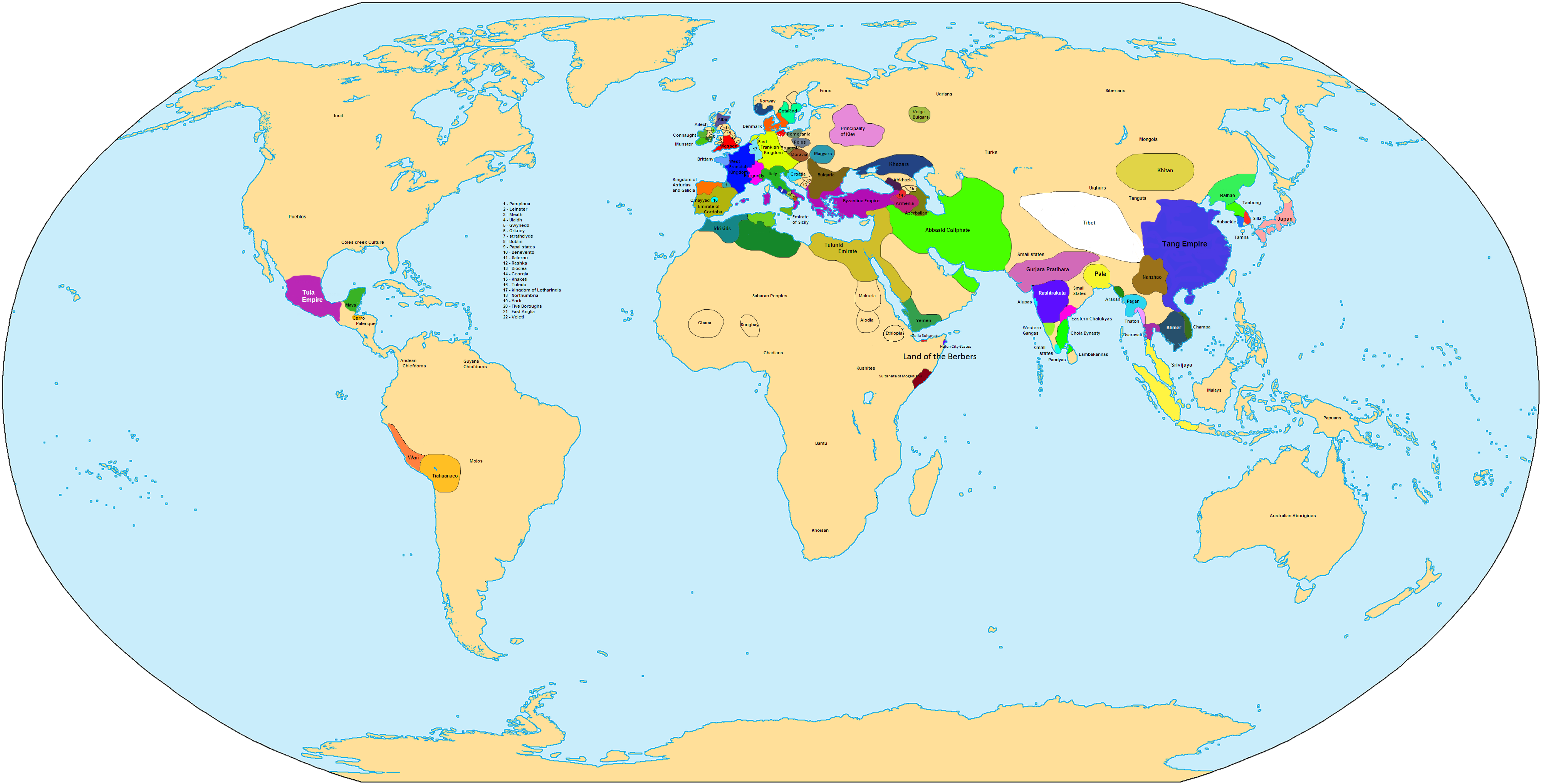
De wereld in de 10e eeuw

## Langjarige gebeurtenissen en ontwikkelingen
Europa
- Het Saksische huis regeert Duitsland in de personen van Otto I de Grote (936-973), Otto II (973-983), en Otto III (983-1002). Door het huwelijk van Otto de Grote met Adelheid in 951 worden de koninkrijken Italië en Duitsland in een staat verenigd. Zodoende komt het Westen dichter bij het Byzantijnse Rijk. De keizerlijke kroning in 963 bevordert de noodzaak van een christelijke (politieke) eenheid.
- In Frankrijk bereikt het koninklijk gezag een dieptepunt, omdat het rijk zich niet verder kan uitbreiden en door uitblijvende beloning voor hun diensten de graven en hertogen zich steeds minder aantrekken van hun vorst. Een zekere mate van regeringsloosheid volgt, die onder andere leidt tot het verdwijnen van de gouwen en de opkomst van de landsheerlijkheid.
- In het rijkskerkenstelsel vertrouwt de keizer zo veel mogelijk land en bestuurszaken toe aan door hem benoemde bisschoppen en abten. De keizer kan zo de trend keren dat vazallen leengoed laten overgaan op hun zonen. Anderzijds kan hij zo invloed uitoefenen op de kerk.
- Athelstan van Engeland en Hywel Dda van Wales laten het gewoonterecht in hun landen codificeren.

De Engelse koning Eduard de Oudere en zijn zonen heroveren stukje bij beetje hun land op de Denen. Engeland wordt meer een bestuurlijke eenheid en Edwards kleinzoon Edgar de Vreedzame laat zich als eerste vorst zalven door de aartsbisschop van Canterbury.
- De afstammelingen van de Vikingen bouwen als Normandiërs een sterke staat op aan de Atlantische kust, en hun hertogen zijn slechts in naam vazallen van de Franse koning.
- De republiek Amalfi heeft haar macht te danken aan de intensieve contacten met Egypte en Byzantium, die nog dateren uit de tijd dat Amalfi Byzantijns bezit was. Het lukt de stad met behulp van haar zeevloot de machtspositie van de Arabieren over te nemen en zij sticht handelsposten in Zuid-Italië en het Midden-Oosten. Een van de getuigenissen van de grootsheid van Amalfi is de Tabula Amalphitana, een codex van wetten die de hele Middeleeuwen lang geldig blijft en de regels van het maritieme recht beschrijft.
- In 895 komen de Hongaren de Hongaarse laagvlakte binnen en dringen het Frankische Rijk terug tot in het huidige Oostenrijk. De Hongaren of Magyaren zijn een 'meng'volk van Germaanse, Slavische en Turks-Tataarse herkomst. Zij vormen een militante bovenlaag die de basis legt voor een koninkrijk dat onder leiding van Árpád rooftochten tot in het huidige Duitsland, Frankrijk en Italië onderneemt. Pas nadat ze door keizer Otto I zijn verslagen, besluiten ze na 882 zich voorgoed te vestigen in het huidige Boedapest en wijde omgeving.

Godsdienst
- Het kloosterwezen herstelt zich na het verval in de 9e eeuw. Overal in Europa wordt de Regel van Benedictus ingevoerd. Een aantal van deze autonome kloosters voegen zich vanaf de tiende eeuw in kloosterorden of congregaties samen, de belangrijkste is de Orde van Cluny.
- Naarmate deze IJzeren eeuw vordert, neemt de angst voor het einde der tijden toe. Gevreesd wordt voor het jaar 1000, waarin Jezus Christus zal terugkeren voor het Laatste Oordeel. Sommigen proberen door boetedoening en aalmoezen tijdig hun zonden uit te wissen. Anderen besluiten dat het alles geen zin heeft, en gaan erop los leven.
- De definitieve versie van de Masoretische Tekst, de Codex Aleppo, dat is de ‘gepunctueerde’ tekst van de Hebreeuwse Bijbel, de Tenach, wordt in Tiberias vastgelegd door Ben Asjer en Ben Naftali.
- De Hongaarse vorst Géza bekeert zich tot het christendom. Hij laat zich dopen door Adalbert van Praag en sluit vrede met de Duitse keizer. De kerstening van de Hongaren wordt, in tegenstelling tot die van de volken ten zuiden en ten oosten van het Karpatenbekken, door de Roomse Kerk volbracht.
- Onder Mieszko I worden de Polanen gekerstend.

Midden-Oosten en Afrika
- Cultuur en wetenschap bereiken in het Arabische Rijk een hoogtepunt.
- Sjiitische islamieten vestigen in Noord-Afrika het kalifaat van de Fatimiden. Zij stichten in 973 een nieuwe hoofdstad: Caïro.
- In het zuiden van Spanje stichtten de Berberse Moren het kalifaat Córdoba. Hispania Baetica wordt door hen herdoopt tot Andalusië.

Azië
- China beleeft de tijd van de Vijf Dynastieën en Tien Koninkrijken.

Lage landen
- Het bisdom Luik ontwikkelt zich tot het prinsbisdom Luik.
- Arnulf I van Vlaanderen verovert de Oosterbant, het graafschap Artesië, Ponthieu en Amiens, en breidt het graafschap Vlaanderen uit tot aan de Somme.
- Een groot deel van noord-, oost- en midden van het huidige Nederland wordt bestuurd door de Meginharden. Graaf Meginhard IV, die rond 915 aan het bewind komt in Hamaland, Salland, Veluwe, Drenthe, Hunsingo plus Fivelgo en waarschijnlijk ook het Naerdincklant ('t Gooi), doet in 938-939 mee aan een opstand tegen koning Otto I. Otto weet de opstand neer te slaan. Daarna ontzet hij Meginhard uit het ambt van graaf. In 944 neemt Otto I de Grote de Meginharden weer in genade aan. Meginhard IV blijft zonder titel maar zijn twee zoons krijgen elk een portie van zijn vroegere graafschappen: de oudste, Everhard, wordt graaf in Salland, Drenthe en Hunsingo/Fivelgo, de jongste, Wichman IV, in Hamaland, de Veluwe en waarschijnlijk ook het Gooi. Hij sticht de abdij van Elten. Beiden krijgen ook een burcht uit het vaderlijk erfgoed : Wichman de burcht op de Eltenberg, Everhard die in Zutphen.
- Begin van de Grote Ontginning door bedijking van grote delen van het kustgebied, van de Aa tot voorbij de Eems, waardoor de schorren vruchtbare weidegronden worden.
- De Wachtendonckse Psalmen worden uit het Latijn vertaald naar het Oud Oostnederfrankisch (Oudnederlands). Ze behoren tot de oudste overgeleverde teksten in het Nederlands.

Scheepvaart
- Handelsroute van de Varjagen naar de Grieken
- Het gebruik van papier bereikt Europa.

Cultuur
- In Asturië (Noordwest-Spanje ) ontstaat de mozarabische bouwstijl als mengvorm van vroeg-romaanse en Moorse elementen. De in deze stijl gebouwde kerken zijn aan de buitenkant sober, maar hebben een fraai interieur met veel oosterse kenmerken. Het belangrijkste mozarabische stijlkenmerk is de hoefijzerboog.
- Bij de orthodoxe Slaven wordt het glagolitisch alfabet verdrongen door het eenvoudiger cyrillische alfabet.

## Belangrijke personen
Amerika
- Topiltzin Ce Acatl Quetzalcoatl, Tolteekse heerser.

Eurazië en Oost-Romeinse Rijk
- Nikephoros II Phokas, Byzantijns keizer.
- Johannes I Tzimiskes, Byzantijns keizer.
- Basileios II Boulgaroktonos, Byzantijns keizer.

Azië
- Ferdowsi, dichter en schrijver uit Tadzjikistan, destijds onder het rijk van de Samaniden.
- Avicenna, Perzisch medicus, geoloog, paleontoloog, natuurkundige, psycholoog, wiskundige, wetenschapper, filosoof en alchemist.
- Al-Farabi, geleerde en filosoof in de islamitische scholastiek.
- Alhazen, Perzisch of Arabisch astronoom en wiskundige.
- Al-Biruni, Perzisch wiskundige, natuurkundige, astronoom, geleerde, encyclopedieschrijver, filosoof, astroloog, reiziger, historicus, drogist en onderwijzer.

Europa
- Harald I van Noorwegen, eerste koning die over heel Noorwegen heerste.
- Vladimir van Kiev, grootvorst van de Kievse Roes.
- Tomislav I van Kroatië, eerste koning van Kroatië.
- 'Abd al-Rahmān III, heerser over Al-Andalus.
- Simeon I van Bulgarije, keizer van Bulgarije.
- Otto I de Grote, keizer van het Heilige Roomse Rijk.
- Edmund I van Engeland, koning van Engeland.
- Hugo Capet, koning van Frankrijk.
- Géza, vorst van de Hongaren.
- Keizer Otto II, keizer van het Heilige Roomse Rijk.
- Theophanu, vrouw van Otto II en zodoende keizerin van het Heilige Roomse Rijk.
- Samuel van Bulgarije, keizer van Bulgarije.
- Keizer Otto III, keizer van het Heilige Roomse Rijk.
- Erik de Rode, stichter van de eerste Scandinavische nederzetting op Groenland.
- Leif Eriksson, eerste ontdekker van Amerika en zoon van Erik de Rode.
- Olaf I van Noorwegen, koning van Noorwegen.

<< · 900-909 · 910-919 · 920-929 · 930-939 · 940-949 · 950-959 · 960-969 · 970-979 · 980-989 · 990-999 · >>
<< · 1e · 2e · 3e · 4e · 5e · 6e · 7e · 8e · 9e · 10e · >>